# سورچه بالا
سورچه بالا، محله ای از توابع شهرکرکوند شهرستان مبارکه در استان اصفهان ایران است.

## جمعیت
این روستا در دهستان کرکوند قرار دارد و براساس سرشماری مرکز آمار ایران در سال ۱۳۸۵، جمعیت آن ۲۸۹ نفر (۶۹خانوار) بوده‌است.